# 丸山 (中野区)
丸山（まるやま）は、東京都中野区の地名。現行行政地名は丸山一丁目及び丸山二丁目。住居表示実施済区域。

## 地理
中野区の北部に位置する。町域の北部は練馬区豊玉南に接する。東部は中野区江古田に接し、南部は新青梅街道を境に中野区野方に接する。西部は中野区鷺宮に接する。北西部は一部練馬区中村南にも接している。町域の中央を環七通りが縦貫している。町域内は主に住宅地として利用される。丸山の名前を付した関東バス丸山営業所は、隣の江古田一丁目にある。町域内の環状七号線と新青梅街道との交差点は通過の難所である。

## 世帯数と人口
2023年（令和5年）1月1日現在（東京都発表）の世帯数と人口は以下の通りである。
| 丁目       | 世帯数    | 人口    |
| ---------- | --------- | ------- |
| 丸山一丁目 | 1,131世帯 | 2,041人 |
| 丸山二丁目 | 1,666世帯 | 2,878人 |
| 計         | 2,797世帯 | 4,919人 |

### 人口の変遷
国勢調査による人口の推移。
| 年                 | 人口  |
| ------------------ | ----- |
| 1995年（平成7年）  | 4,545 |
| 2000年（平成12年） | 4,392 |
| 2005年（平成17年） | 4,631 |
| 2010年（平成22年） | 4,828 |
| 2015年（平成27年） | 5,010 |
| 2020年（令和2年）  | 4,997 |

### 世帯数の変遷
国勢調査による世帯数の推移。
| 年                 | 世帯数 |
| ------------------ | ------ |
| 1995年（平成7年）  | 2,221  |
| 2000年（平成12年） | 2,243  |
| 2005年（平成17年） | 2,436  |
| 2010年（平成22年） | 2,628  |
| 2015年（平成27年） | 2,763  |
| 2020年（令和2年）  | 2,792  |

## 学区
区立小・中学校に通う場合、学区は以下の通りとなる（2024年4月現在）。
- 区域 : 一丁目、二丁目　各全域
  - 小学校 : 中野区立緑野小学校
  - 中学校 : 中野区立緑野中学校

## 交通

### 鉄道
| 隣接する街区の駅           |
| -------------------------- |
| 西武新宿線 - 野方駅(SS 07) |

町域内には鉄道駅はないが、西武新宿線野方駅や西武池袋線・有楽町線・豊島線・都営大江戸線練馬駅が利用可能な範囲にある。環七通り沿いや新青梅街道沿いには関東バスなどの路線バスも走っており、それらを利用すれば中野駅や高円寺駅方面などに向かうこともできる。

### バス
- 関東バス丸山営業所が存在。周辺の路線を運行している。

### 道路
- 環七通り
- 新青梅街道

## 事業所
2021年（令和3年）現在の経済センサス調査による事業所数と従業員数は以下の通りである。
| 丁目       | 事業所数  | 従業員数 |
| ---------- | --------- | -------- |
| 丸山一丁目 | 49事業所  | 982人    |
| 丸山二丁目 | 74事業所  | 542人    |
| 計         | 123事業所 | 1,524人  |

### 事業者数の変遷
経済センサスによる事業所数の推移。
| 年                 | 事業者数 |
| ------------------ | -------- |
| 2016年（平成28年） | 124      |
| 2021年（令和3年）  | 123      |

### 従業員数の変遷
経済センサスによる従業員数の推移。
| 年                 | 従業員数 |
| ------------------ | -------- |
| 2016年（平成28年） | 1,260    |
| 2021年（令和3年）  | 1,524    |

## 施設
- 東京消防庁野方消防署本署（救急隊2）
- 中野北郵便局
- 東京めいらく 練馬営業所

## その他

### 日本郵便
- 郵便番号 : 165-0021[3]（集配局 : 中野北郵便局[14]）。